# Pterothysanus
Pterothysanus là một chi bướm đêm thuộc họ Callidulidae.

## Các loài
- Pterothysanus atratus Butler, 1885
- Pterothysanus laticilia Walker, 1854
  - Pterothysanus laticilia lanaris
- Pterothysanus noblei Swinhoe, 1889
- ?Pterothysanus orleans Oberthür
- ?Pterothysanus pictus Butler, 1884